# 레이나의 건빵과 별사탕
《건빵과 별사탕》은 대한민국의 방송국 KFN 라디오에서 방송하는 라디오 음악 전문 프로그램이다.

## 코너

### 매일 코너
- 괜찮은 오늘
- <어머, 딱 나잖아??>
- 아마도 이곡

### 요일별 코너
- 월요일 - 신의 한수
- 화요일 - 비무장지대 더 엠지(MZ)
- 수요일 - 뭐가 문제야 SAY 썸띵!
- 목요일 - Starry Night
- 금요일 - 이상훈 게임

### 주말 코너
- 토요일 1부 - 꼬리에 꼬리를 무는 노래, 꼬꼬송
- 토요일 2부 - 그때 우리는
- 일요일 1부 - 추리게임 삼총사
- 일요일 2부 - 히든 사이드

## 역대 진행자
- 안예인

## 진행
- 레이나

| KFN 라디오의 평일 프로그램 |                        |                                       |
| 이전                       | 레이나의 건빵과 별사탕 | 다음                                  |
| KFM 라디오 7시 뉴스        | 레이나의 건빵과 별사탕 | 영혼의 베이시스트 이태윤의 그룹사운드 |
| 저녁 7시 ~ 저녁 7시 5분    | 저녁 7시 5분 ~ 밤 9시  | 밤 9시 ~ 밤 11시                      |
|                            |                        |                                       |

| KFN 라디오의 주말 프로그램 |                        |                                       |
| 이전                       | 레이나의 건빵과 별사탕 | 다음                                  |
| 역전다방 (재)              | 레이나의 건빵과 별사탕 | 영혼의 베이시스트 이태윤의 그룹사운드 |
| 저녁 6시 ~ 저녁 7시        | 저녁 7시 ~ 밤 9시      | 밤 9시 ~ 밤 11시                      |
|                            |                        |                                       |